# 埃尼耶
埃尼耶（法語：Henniez）是瑞士联邦西部法语区的沃州下设的一个镇。在行政上属于布罗瓦-维利区管辖。埃尼耶的总面积为2.61平方公里。截至2010年底，总人口为247。